# Karl Heinrich von Stülpnagel
Karl Heinrich von Stülpnagel (* 13. November 1960 in Hannover) ist ein deutscher Restaurator und Möbelhistoriker.

## Leben
Karl Heinrich von Stülpnagel wurde als Sohn von Annemarie, geb. von Specht (* 1929), und Walter von Stülpnagel (1919–2010), Baudirektor und Kammerdirektor der Klosterkammer Hannover, geboren. Er absolvierte nach dem Besuch der Freien Waldorfschule Hannover-Maschsee ab 1977 zunächst eine Tischlerlehre und machte anschließend eine Ausbildung zum Restaurator für Möbel und Holzobjekte. Zwischen 1988 und 1992 arbeitete er an Forschungsprojekten zu mittelalterlichen und neuzeitlichen Truhen am niedersächsischen Kloster Wienhausen und im Museumsdorf Hösseringen. Von 1992 bis 2025 war er der leitende Restaurator des Ägyptischen Museums – Georg Steindorff – der Universität Leipzig und lehrte auch an der Universität Leipzig. Zudem forscht er zu den Themen Heraldik, Genealogie und Museologie. Als Experte ist er regelmäßig gefragt, wenn es um den ethischen Umgang mit menschlichen Überresten in Museen und Sammlungen geht.
Karl Heinrich von Stülpnagel ist Ehrenmitglied im Verband der Restauratoren (VDR), Rechtsritter im Johanniterorden und Vorsitzender des Familienverbandes des Adelsgeschlechts von Stülpnagel.
Von Stülpnagel ist ein Enkel des deutschen Offiziers und Widerstandskämpfers Carl-Heinrich von Stülpnagel. Er ist verheiratet, hat zwei erwachsene Töchter und lebt in Markkleeberg.

## Schriften (Auswahl)

### Einzelschriften
- Alte Truhen der Lüneburger Heide. Darstellung anhand von mittelalterlichen und frühneuzeitlichen Beispielen aus bäuerlichem Besitz (= Materialien zum Museumsbesuch. Band 23). Landwirtschaftsmuseum Lüneburger Heide, Suderburg 1997[7] [auch in: Heimatkalender für Stadt und Kreis Uelzen 64 (1996), ISSN 0937-3748, S. 141–160].
- Die gotischen Truhen der Lüneburger Heideklöster. Entstehung – Konstruktion – Gestaltung (= Quellen und Studien zur Regionalgeschichte Niedersachsens. Band 6). Museumsdorf Cloppenburg, Cloppenburg 2000, ISBN 978-3-923675-81-4.
- Geschichte des Geschlechts von Stülpnagel. Band 2. Markkleeberg 2009, ISBN 978-3-00-025430-7.
- Tonnenstühle als möbelkundliches Phänomen, mit Zeichnungen von Katharina von Jeinsen, hrsg. von mobile e.V. Gesellschaft der Freunde von Möbel- und Raumkunst. Universitätsbibliothek Leipzig, Leipzig 2017, DNB 124039697X (online).

### Herausgeberschaft und Beiträger
- mit Ulf Küster (Hrsg.): Paradies in Leipzig. Tiere aus den Leipziger Museen und Sammlungen. Dogenhaus-Edition, Leipzig 1998, DNB 957580509.
- mit Markus Hein (Hrsg.): " ... und hat das Zeitliche mit dem Ewigen verwechselt". Gedächtnismale der Martin-Luther-Kirche Markkleeberg (= Herbergen der Christenheit. Sonderband 28). Evangelische Verlagsanstalt, Leipzig 2021, ISBN 978-3-374-06929-3.

### Aufsätze
- Gedanken eines Restaurators beim Sammeln von Landmaschinen. In: Mitteilungsblatt, Museumsverband für Niedersachsen und Bremen (1990), Nr. 37, ISSN 0931-4857, S. 46–48.
- Eine ungewöhnliche Wappendarstellung auf einer Truhe. In: Kleeblatt. Zeitschrift für Heraldik und verwandte Wissenschaften 9 (1992), Nr. 2, ISSN 2191-7965, S. 14–16.
- Frühformen des Bettgestells. In: Nina Hennig, Heinrich Mehl (Hrsg.): Bettgeschichte(n). Zur Kulturgeschichte des Bettes und des Schlafens (= Arbeit und Leben auf dem Lande. Band 5). Boyens, Heide in Holstein 1997, ISBN 978-3-8042-0813-1, S. 25–41.
- mit Heinz Felber, Angela Onasch, Tonio Sebastian Richter, Frank Steinmann: Spitzmausmumie mit Sarg. Eine Neuerwerbung des Ägyptischen Museums. Elke Blumenthal zum 60. Geburtstag von ihren Mitarbeitern (= Kleine Schriften des Ägyptischen Museums der Universität Leipzig. Band 2). Universität Leipzig, Ägyptisches Museum, Leipzig 1998, DNB 956182607, hier S. 5–14.
- Mumien in Museen – ethische Überlegungen. In: Martin Fitzenreiter, Christian E. Loeben (Hrsg.): Die ägyptische Mumie. Ein Phänomen der Kulturgeschichte (= Internet-Beiträge zur Ägyptologie und Sudanarchäologie. IBAES = Studies from the internet on egyptology and sudanarchaeology. Band 1). Humboldt-Universität zu Berlin, Seminar für Sudanarchäologie und Ägyptologie, Berlin 1998, ZDB-ID 2476129-1, S. 123–130 (online).
- Sachzeugen als Quelle der Genealogie. In: Archiv für Familiengeschichtsforschung 2 (1998), ISSN 1867-5999, S. 3–13.
- Kastentruhe und Sakramentshäuschen und Das Reliquienkästchen. In: Annegret Lindow, Dirk Schumann (Hrsg.): Mittelalterliche Objekte im Dominikanerkloster. Kulturhistorisches Museum Prenzlau, Prenzlau 1999, OCLC 249083465, S. 73–77 und 101–102.
- Ausgraben versus Freilegen. Über das Selbstverständnis des Restaurators. In: Ulrike Besch (Hrsg.): Restauratoren-Handbuch 2003. Callwey, München 2003, ZDB-ID 2129526-8, S. 320–339
- u. a. mit Gunther von Hagen und Andreas Lob-Hüdepohl: Vom Tod zum Leben. Eine Podiumsdiskussion zur "Körperwelten"-Ausstellung. In: Gottfried Bogusch, Renate Graf, Thomas Schnalke (Hrsg.): Auf Leben und Tod. Beitrage zur Diskussion um die Ausstellung "Körperwelten" (= Schriften aus dem Berliner Medizinhistorischen Museum. Band 2). Springer, Berlin und Heidelberg 2003, ISBN 978-3-7985-1424-9, S. 109–124.
- Der Landesblock von Eiderstedt. Über einen bisher unbekannten Möbeltyp des Mittelalters. In: Eiderstedter Museums-Spiegel 6/7 (2004), ZDB-ID 2095500-5, S. 50–63.
- Einbaumschränke als möbelkundliches Phänomen. In: Weltkunst 71 (2008), Nr. 8, ISSN 0043-261X, S. 1267–1269.
- Eine Einbaumtruhe aus der Kirche von Berzdorf auf dem Eigen. In: Görlitzer Magazin. Geschichte und Gegenwart der Stadt Görlitz und ihrer Umgebung 21 (2008), ISSN 1439-2690, S. 25–28.
- Monoxylone Behältnismöbel aus mitteldeutschen Kirchen. In: Michael Beyer, Martin Teubner, Alexander Wieckowski (Hrsg.): Zur Kirche gehört mehr als ein Kruzifix. Studien zur mitteldeutschen Kirchen- und Frömmigkeitsgeschichte. Festgabe für Gerhard Graf zum 65. Geburtstag (= Herbergen der Christenheit. Sonderband 13). Evangelische Verlagsanstalt, Leipzig 2008, ISBN 978-3-374-02632-6, S. 229–250.
- Stülpnagel. In: Genealogisches Handbuch der adeligen Häuser. Band 30 (= Genealogisches Handbuch des Adels. Band 145). Starke, Limburg an der Lahn 2008, ISBN 978-3-7980-0845-8, S. 389–411.
- Conrad von Stülpnagel (1875 – 1917). [Vorwort]. In: Conrad von Stülpnagel: Heiße Tage. Meine Erlebnisse im Kampf gegen die Hereros, hrsg. von Bernd Kroemer. Reprint der Ausgabe Berlin 1905, Glanz & Gloria, Klein Windhoek 2010, ISBN 978-99945-69-98-4, S. 7–9.
- mit Alexandra Franz, Kathrin Scholz, Dietrich Raue und Gert Kloess: Computertomographische Untersuchungen des Fettsäureangriffs auf altägyptische Calcitalabaster-Salbgefäße. In: Metalla. Sonderheft (2012), Nr. 5, ISSN 0949-4057, S. 80–82.
- Böttcherei im alten Ägypten. Zur Frage, ob die Ägypter Fässer bauten. In: Jahrbuch der Berliner Museen 55 (2013), ISSN 0075-2207, S. 7–12.
- Der Authentizitätsbegriff aus Sicht eines Restaurators. In: Martin Fitzenreiter (Hrsg.): Authentizität. Artefakt und Versprechen in der Archäologie (= Internet-Beiträge zur Ägyptologie und Sudanarchäologie. IBAES = Studies from the internet on egyptology and sudanarchaeology. Band 15). Golden House Publ., London 2014, ISBN 978-1-906137-35-9, ZDB-ID 2476129-1, S. 35–40 (online).
- mit Anja Hilbig: Furniture. In: Renata Landgráfová (Hrsg.): The Deir el-Medina and Jaroslav Černý Collections (= Editio monographica Musei Nationalis Pragae. Band 19). National Museum Prague, Prag 2014, ISBN 978-80-7036-430-7, S. 141–156.
- Tischendorf. In: Genealogisches Handbuch der adeligen Häuser. Band 36 (= Genealogisches Handbuch des Adels. Band 158). Starke, Limburg an der Lahn 2014, ISBN 978-3-7980-0858-8, S. 449–451.
- mit Bernd Kroemer: Conrad von Stülpnagel – Der Berufssoldat. In: Mitteilungen / Namibia Wissenschaftliche Gesellschaft = Newsletter / Namibia Scientific Society 58 (2017), Nr. 1–6, ISSN 0036-2069, S. 22–32.
- Christliche Nächstenliebe auf dem Feld. In: Dominik Becher, Alexandra Bär (Hrsg.): Krieg und Frieden. Eine Beitragssammlung. Edition Hamouda, Leipzig 2017, ISBN 978-3-95817-017-9, S. 54–60
- Ägyptische Mumien in Museen und Sammlungen in 12 Aspekten. In: Aktuelle Herausforderungen bei der Provenienzforschung mit menschlichen Überresten aus kolonialen Kontexten – in Universitätssammlungen. Tagungsband zum Rostocker Workshop am 5. März 2021, Hrsg.: Arbeitsbereich Geschichte der Medizin, Universitätsmedizin. Rostock 2021, S. 11–26 (online).
- Der deutschsprachige Adel im Orient. Kavalierstouren und andere Reisen. In: Das Altertum. Zeitschrift für populäre Archäologie 67 (2022), ISSN 0002-6646, S. 269–280.
- Heinrich Brugsch-Pascha. Reiseleiter der Mecklenburger Großherzöge durch Ägypten. In: Das Altertum. Zeitschrift für populäre Archäologie 67 (2022), ISSN 0002-6646, S. 281–285.
- Das Lieblingsbuch – die Lieblingsbücher – der Lieblingsfehler. In: Heinrich Mehl, Ursula Wedler, Rudolf Klinge (Hrsg.): Wir lieben Bücher. Über die Leidenschaft für das gedruckte Wort. 32 Autorinnen und Autoren erzählen. ihleo verlag, Husum 2022, ISBN 978-3-96666-058-7, S. 56–60.
- Die Anfänge des Möbels. Vom Fellsack zur Truhe. In: Christina Michel, Sabine Wolfram (Hrsg.): Home sweet home. Archäologie des Wohnens. Begleitband zur Ausstellung im Staatlichen Museum für Archäologie Chemnitz 26.10.2023–28.04.2024. smac – Staatliches Museum für Archäologie Chemnitz, Chemnitz 2023, ISBN 978-3-943770-80-3, S. 72–81.
- mit Alexander Gatzsche: Schutz von Kulturgut durch Soldaten?. In: Der Gelbe Kreis. Beitrag zur persönlichen Meinungsbildung und zur Förderung des Zusammenhalts 74 (2024), Nr. 837/838, ZDB-ID 2651522-2, S. 17–20.